# 山西河流列表
山西河流列表，列舉全部或部分在山西省境內的河流，並依照流域排列；支流則由河口至源頭排序。

## 黃河水系
- 黃河
  - 沁河：跨省河流，下游位於河南境內。
    - 丹河：跨省河流，下游位於河南境內。

  - 涑水河
  - 汾河
    - 澮河
    - 文峪河
    - 昌源河
    - 瀟河

  - 昕水河
  - 屈產河
  - 三川河
    - 北川河

  - 湫水河
  - 蔚汾河
  - 嵐漪河
  - 木家川
  - 偏關河
  - 渾河
    - 蒼頭河：跨省河流，下游位於內蒙古境內。

## 海河水系
- 海河
  - 永定河
    - 洋河
      - 南洋河：跨省河流，下游位於河北境內。

    - 桑乾河：跨省河流，下游位於河北境內。
      - 壺流河：跨省河流，下游位於河北境內。
      - 御河
      - 渾河
      - 源子河
      - 恢河

  - 子牙河
    - 大清河
      - 唐河：跨省河流，下游位於河北境內。
      - 潴龍河
        - 大沙河：跨省河流，下游位於河北境內。

    - 滹沱河：跨省河流，下游位於河北境內。
      - 甘陶河-松溪河：跨省河流，下游位於河北境內，稱甘陶河。
      - 清水河
      - 牧馬河

    - 南運河
      - 衛河
        - 漳河
          - 清漳河：跨省河流，下游位於河北境內。
            - 清漳西源
            - 清漳東源

          - 濁漳河：跨省河流，下游為河南、河北界河。
            - 濁漳西源
            - 濁漳南源
            - 濁漳北源

        - 淇河：跨省河流，下游位於河南境內。